# 弗雷德里克·阿爾弗雷德·派爾
弗雷德里克·阿爾弗雷德·派爾爵士上將（英語：Frederick Alfred Pile，1884年9月14日—1976年11月14日，第二代從男爵、GCB、DSO、MC），英國陸軍高階軍官，曾參與兩次世界大戰，二戰期間擔任防空司令部總司令，負責執行英國防空任務。

## 早期生活
派爾出生於都柏林，為湯馬斯·德弗羅·派爾爵士與其妻卡羅琳·莫德·尼科爾森(Caroline Maude Nicholson)的第二個孩子。湯瑪士爵士曾於1900~1901年間擔任都柏林市長。
派爾有一個姐姐和兩個弟弟，他最小的弟弟西里爾·約翰·皮爾(Cyril John Pile)一戰時服役於英國皇家飛行隊，並於1917年殉職。
1904年派爾被派遣至英國皇家砲兵，最初的服役地點為印度。

## 職涯

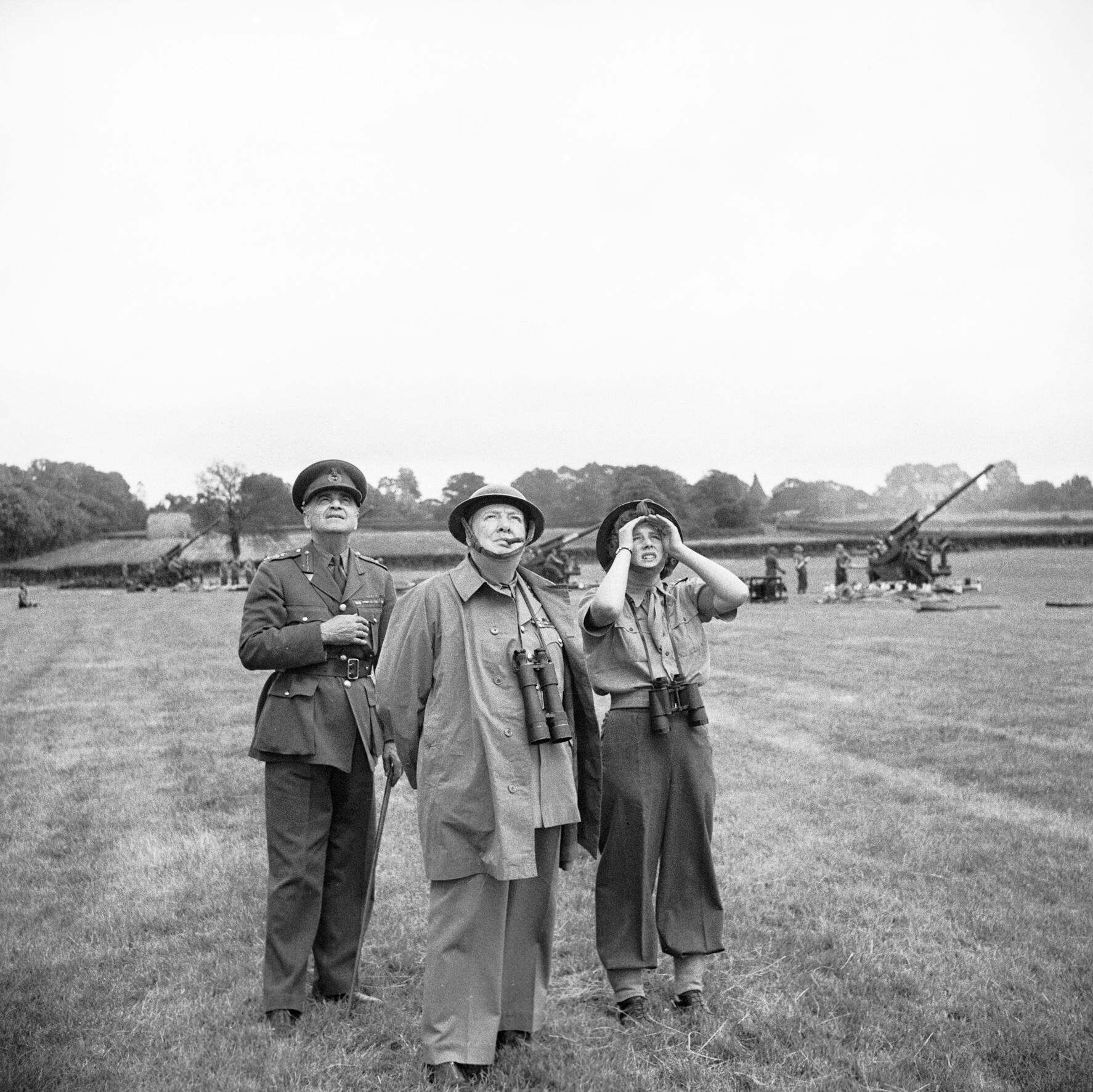
1944年6月30日，派爾與溫斯頓·邱吉爾，及邱吉爾的女兒瑪麗·索姆斯，三人一同巡視高射炮攔截V-1火箭的行動。

一戰爆發初期，派爾隸屬於第1師並參與了蒙斯撤退，1916年，他調往第40師擔任旅參謀長，在戰爭的最後階段他成為了在法國的第22軍的參謀。
一戰結束後他被任命為布萊頓及濱海索爾海姆地區的旅參謀長，1923年，他被調往皇家坦克軍團，1928年他成為第一實驗性機械化部隊的指揮官及英國陸軍部負責機械化的助理主任。1932年他被派往埃及指揮運河機械化旅(後來的第23步兵旅)。
1937年他成為了第一防空師的指揮官。早在戰爭開始前，他便預見了人力需求上的壓力，並調查出女性應有能力分擔防空炮組的工作。他邀請了英國女性工程師學會的卡羅琳·哈斯萊特花費數星期以觀察部署於薩里郡的防空炮組如何運作，最後哈斯萊特建議派爾女性確實能夠承擔這些工作，並於二戰中得到了證實。1939年二戰爆發，派爾被任命為防空司令部總司令，並成為英國整場戰爭中唯一一位保持同一個職務的指揮官。在敦刻尔克战役後，他以將軍命令(General Order)的形式發布給他所屬部隊，告訴他們說現在他們是唯一仍可對敵人開火的部隊了，戰後他在他的正式報告及他的書中(防空火炮：二戰時的英國空防 Ack-Ack: Britain's Defence against Air Attack during the Second World War)敘述了他的經歷。他曾提出「用防空火炮對長程火箭」的計畫，即對雷達預測V-2火箭將飛入的空域開火，並訂於1945年3月21日實施，然而因擔心砲彈會落在大倫敦而造成危險，最後決定中止計畫。
派爾於1945年新年授勳中獲頒巴斯勳章(騎士大十字勛章)，戰後他成為了英國工程部中負責住宅相關的局長。
1945年到1952年間，派爾也擔任英國皇家砲兵的榮譽上校指揮。

## 個人生活
1915年派爾與維拉·米利森特·勞合(Vera Millicent Lloyd)結婚，育有兩子，弗雷德里克·德弗羅·派爾(Frederick Devereux Pile，1915~2010)和約翰·德弗羅·派爾(John Devereux Pile，1918~1982)。1929年離婚並於1932年與瑪麗·梅爾巴·菲利摩爾(Mary Melba Phillimore)結婚，1949年第二次離婚後再於1951年與莫莉·伊芙琳·路易絲·瑪麗·霍姆(Molly Eveline Louise Mary Home)結婚。
長子弗雷德里克在皇家坦克軍團中擔任少校，並在1945年英軍攻入德國後獲頒軍功十字勳章。後來他升為上校，並於1976年其父親死後繼承從男爵的爵位
。

## 紀念

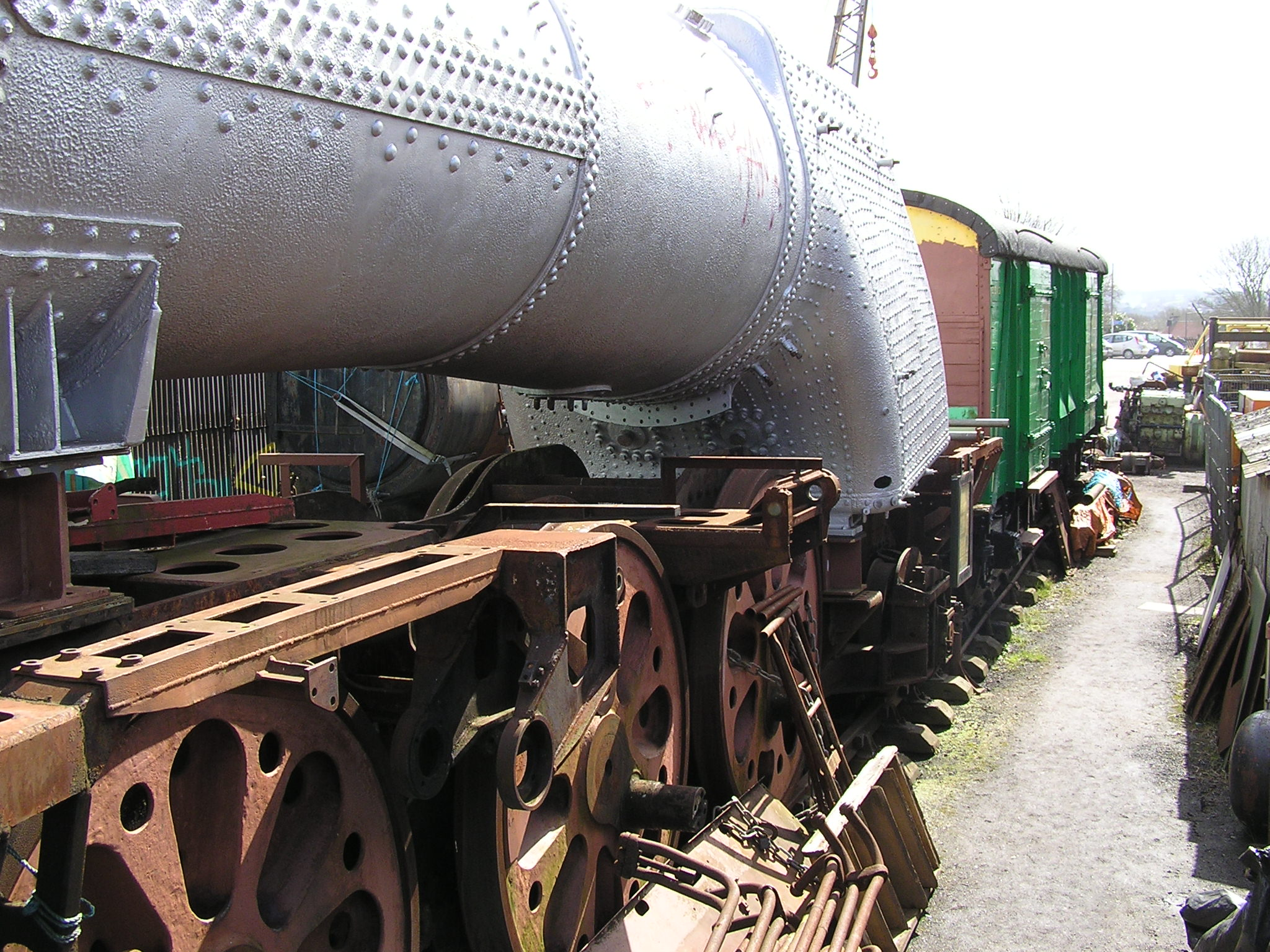
英國戰役級火車頭弗雷德里克·派爾爵士號，2006年位於比頓火車站。

1948年，南部鐵路公司以派爾之名命名一臺位於倫敦滑鐵盧車站的英國戰役級火車頭，後來被搬移至巴里的伍德漢姆兄弟廢料場，並被保存於雅芳谷鐵路多年，2011年移往西洋菜鐵道線，霍恩比鐵路(鐵道模型公司)則有販售此車頭的模型。